# Pelham (Alabama)
 Pelham és una població dels Estats Units a l'estat d'Alabama. Segons el cens del 2000 tenia 14.369 habitants.

## Demografia
Segons el cens del 2000, Pelham tenia 14.369 habitants, 5.637 habitatges, i 4.002 famílies. La densitat de població era de 146 habitants/km².
Dels 5.637 habitatges en un 35,5% hi vivien nens de menys de 18 anys, en un 59,3% hi vivien parelles casades, en un 8,9% dones solteres, i en un 29% no eren unitats familiars. En el 25,3% dels habitatges hi vivien persones soles el 5,8% de les quals corresponia a persones de 65 anys o més que vivien soles. El nombre mitjà de persones vivint en cada habitatge era de 2,54 i el nombre mitjà de persones que vivien en cada família era de 3,05.
Per edats la població es repartia de la següent manera: un 25,6% tenia menys de 18 anys, un 7,4% entre 18 i 24, un 35,7% entre 25 i 44, un 22,7% de 45 a 60 i un 8,6% 65 anys o més.
L'edat mediana era de 35 anys. Per cada 100 dones hi havia 94,8 homes. Per cada 100 dones de 18 o més anys hi havia 91,6 homes.
La renda mediana per habitatge era de 54.808 $ i la renda mediana per família de 63.994 $. Els homes tenien una renda mediana de 42.659 $ mentre que les dones 32.382 $. La renda per capita de la població era de 25.611 $. Aproximadament el 3,4% de les famílies i el 4,6% de la població estaven per davall del llindar de pobresa.

## Poblacions properes
El següent diagrama mostra les poblacions més properes.